# Taiji Sawada
Taiji Sawada (jap. 沢田泰司 Sawada Taiji;  ur. 12 lipca 1966 r. w Ichikawie; zm. 17 lipca 2011 r. w Saipan) – basista japońskiej grupy metalowej X (obecnie X Japan), w której grał w latach 1986-1992. Zastąpił go Hiroshi Morie, zwany Heathem. Grał również w takich zespołach jak: Trash, Dementia, LOUDNESS, D.T.R, Cloud Nine, Otokaze, Taiji with Heaven's, The Killing Red Addiction, Kings czy TSP.
11 lipca 2011 roku został aresztowany za zakłócanie porządku i atak na stewardesę po tym, jak jego samolot wylądował na lotnisku w Saipan. Trzy dni później, 14 lipca, po próbie samobójczej w areszcie został przewieziony do szpitala. Stwierdzono u niego śmierć mózgu i decyzją rodziny muzyka 17 lipca 2011 roku został odłączony od aparatury podtrzymującej życie. Zmarł koło południa w wieku 45 lat.